# Exocentrus pseudexiguus
Exocentrus pseudexiguus là một loài bọ cánh cứng trong họ Cerambycidae.